# Les Salles
Les Salles – miejscowość i gmina we Francji, w regionie Owernia-Rodan-Alpy, w departamencie Loara.
Według danych na rok 1990 gminę zamieszkiwało 441 osób, a gęstość zaludnienia wynosiła 17 osób/km² (wśród 2880 gmin regionu Rodan-Alpy Les Salles plasuje się na 1197. miejscu pod względem liczby ludności, natomiast pod względem powierzchni na miejscu 309.).

## Galeria

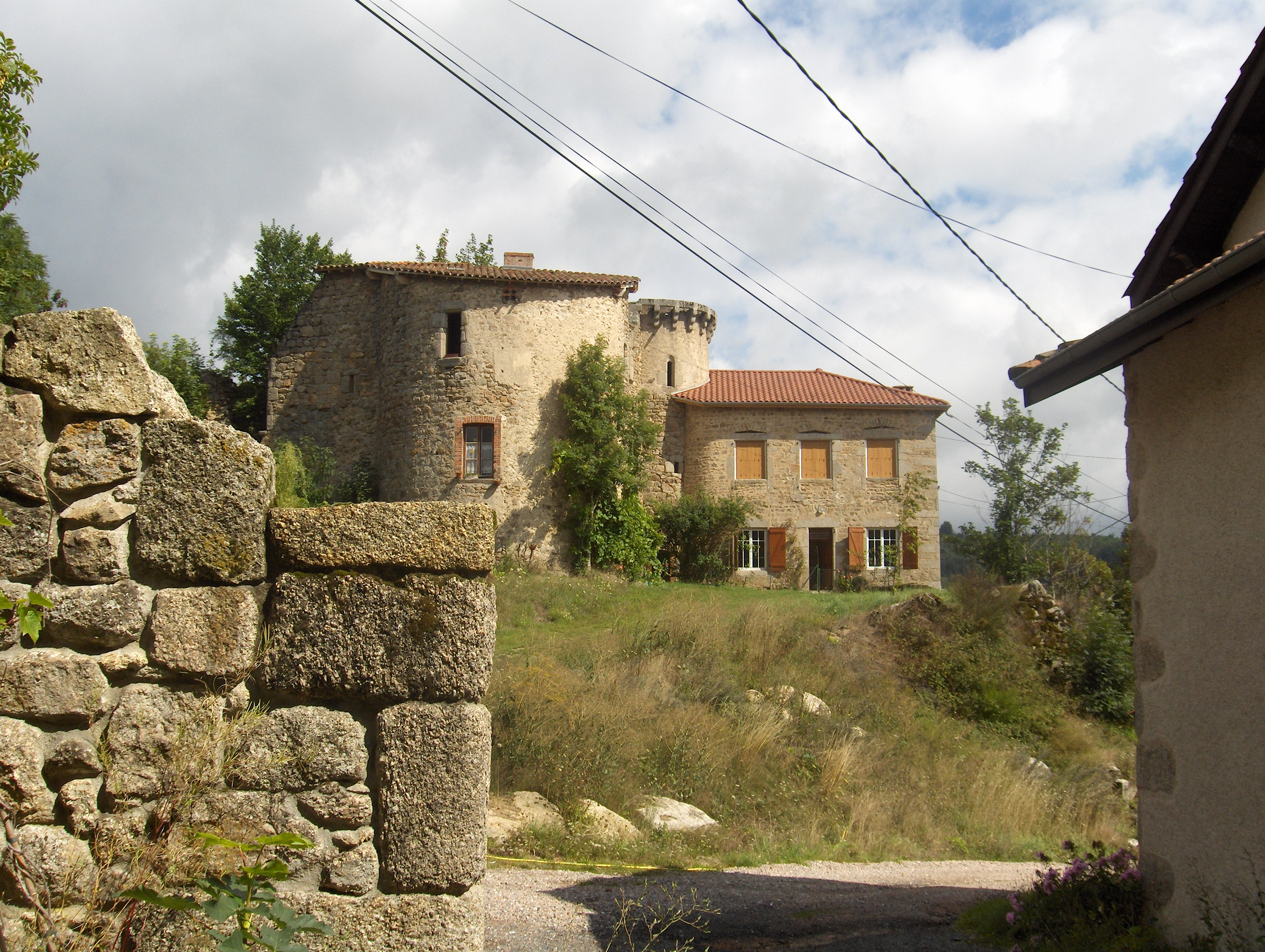
Zamek w Les Salles, 2007
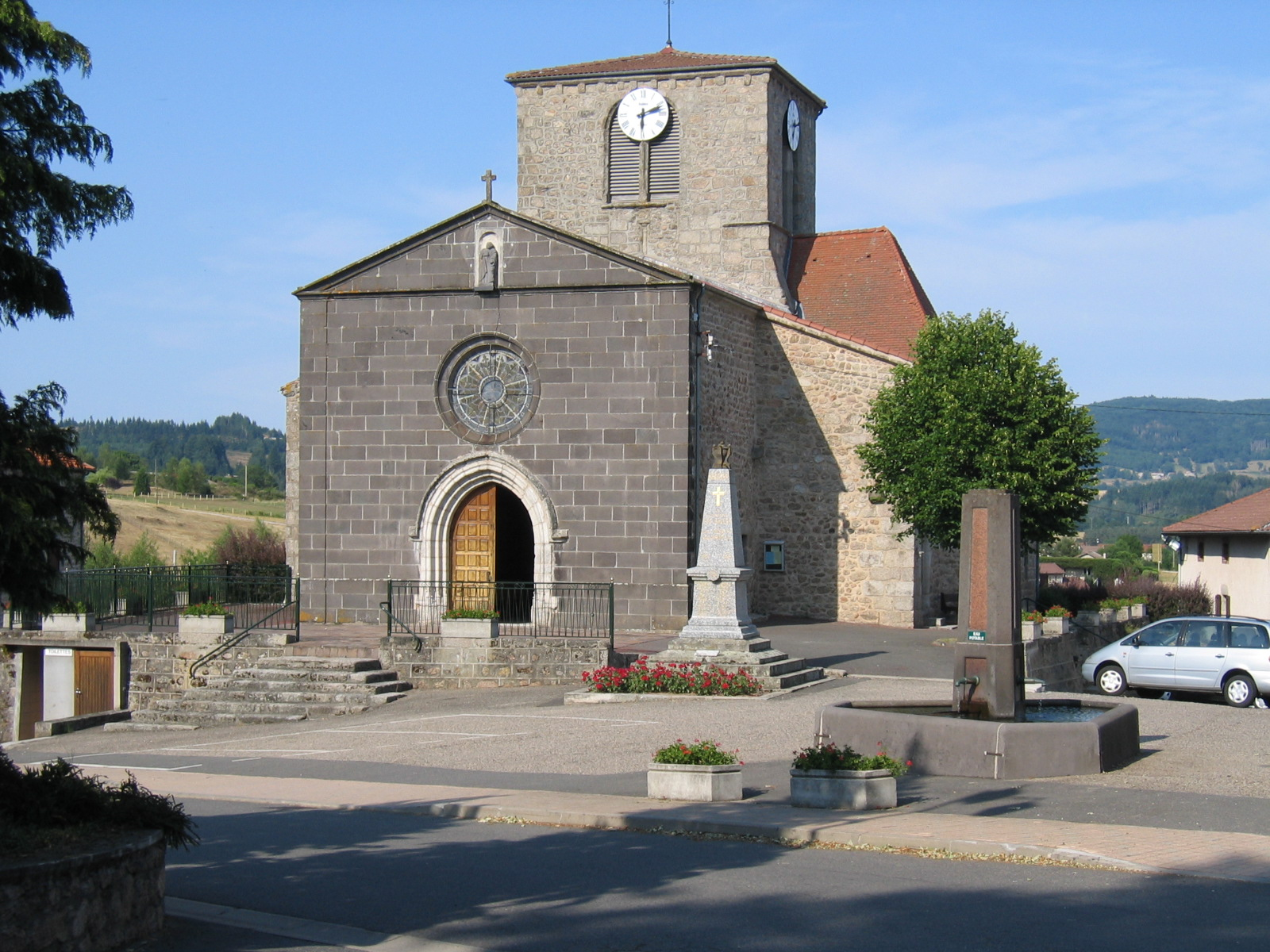
Kościół w Les Salles, 2006
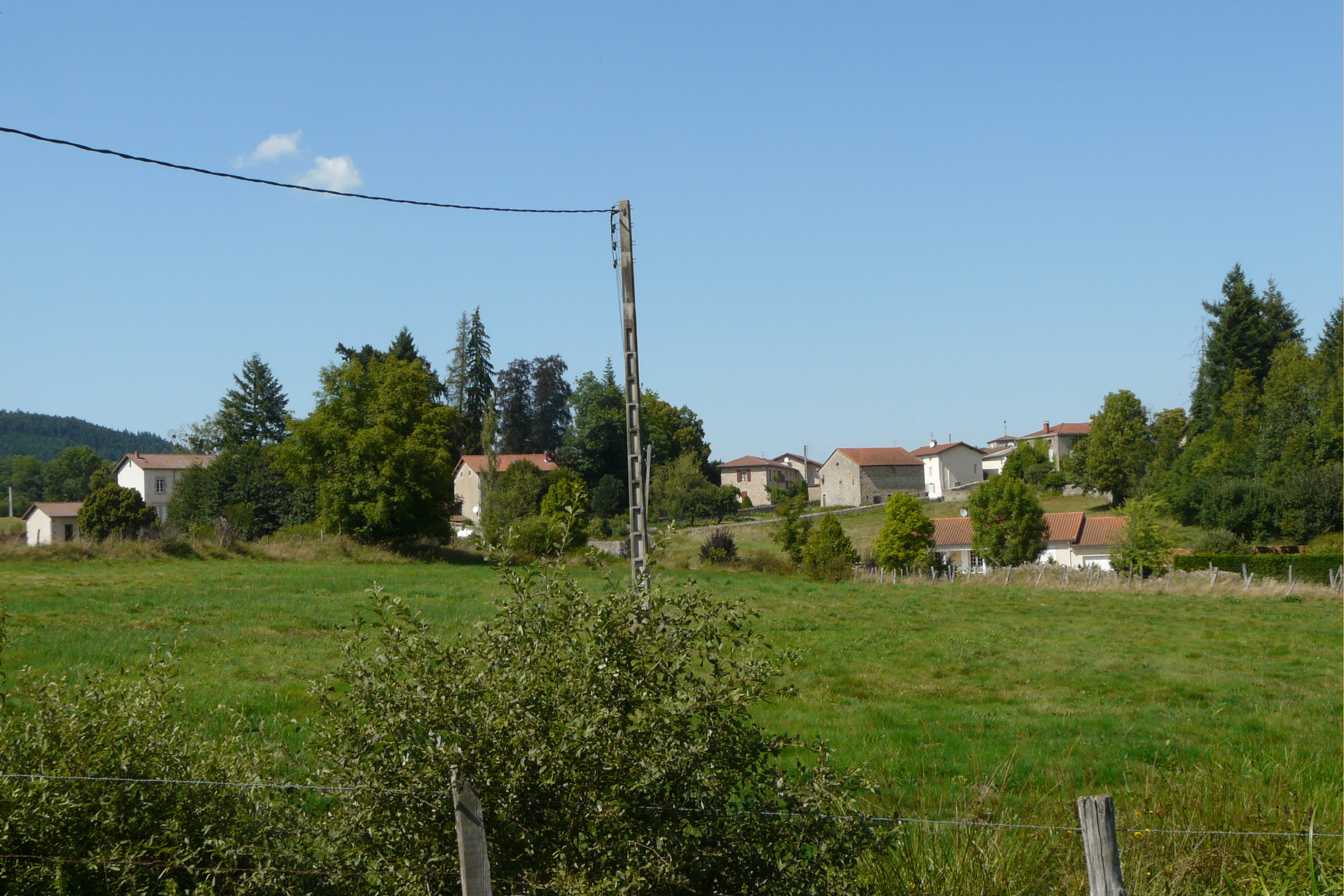
Les Salles
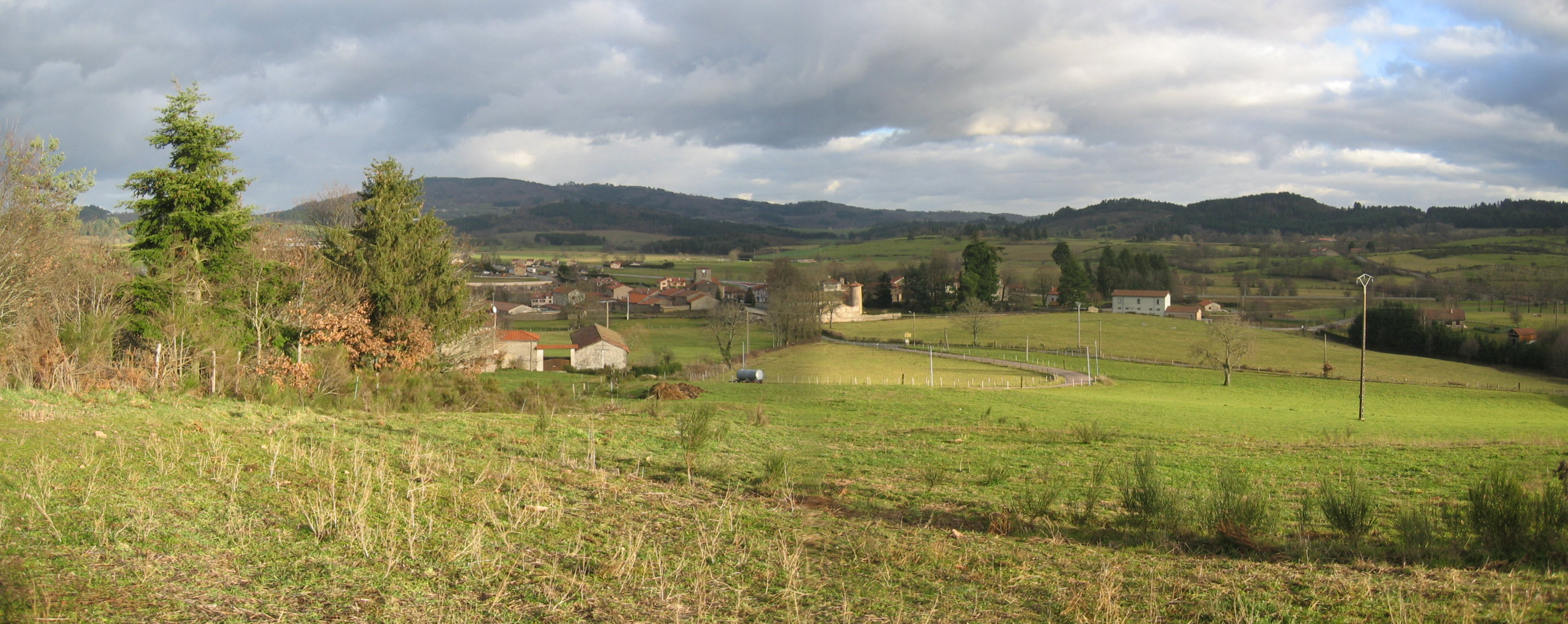
Panorama miejscowości